# Europa Passage (Film)
Europa Passage ist ein deutscher Dokumentarfilm aus dem Jahr 2022 von Andrei Schwartz. Der Film handelt von der Lebensrealität obdachloser Roma in Hamburg und ihren sozialen und familiären Verbindungen zu Rumänien.

## Handlung
Der Film begleitet über einen Zeitraum von fünf Jahren eine Gruppe obdachloser Roma, die in der Hamburger Innenstadt, insbesondere rund um die bekannte Einkaufspassage Europa Passage, um ihr Überleben kämpfen. Im Zentrum stehen fünf Protagonisten aus Rumänien, die versuchen, durch Betteln, aber auch durch Straßenzeitungsverkauf und Arbeit ihren Lebensunterhalt zu sichern, während sie mit Vorurteilen, Polizeikontrollen und rechtlichen Schwierigkeiten konfrontiert sind. Regelmäßig kehren sie in ihr Heimatdorf Nămăiesti in der Nähe von Bukarest zurück, um sich um ihre Familie zu kümmern.

## Produktion
Für die Produktion des Films war es entscheidend, das Vertrauen der Protagonistinnen zu gewinnen, um ihre Geschichten authentisch erzählen zu können.
Andrei Schwartz, der aus einer rumänisch-jüdischen Künstlerfamilie kommt, arbeitete über mehrere Jahre hinweg an dem Film, was ihm einen tiefen Einblick in die Lebensrealität seiner Protagonistinnen ermöglichte.
Gefördert wurde der Film von der MOIN Filmförderung Hamburg Schleswig-Holstein und Der Beauftragten der Bundesregierung für Kultur und Medien.

## Hintergrund
Europa Passage setzt sich intensiv mit den Themen Migration, Obdachlosigkeit, Armut und gesellschaftlicher Ausgrenzung auseinander. Der Film zeigt, wie Menschen aus wirtschaftlich benachteiligten Regionen Europas gezwungen sind, neue Wege zu suchen, um ihr Überleben und das ihrer Familien zu sichern. Die Dokumentation thematisiert auch die gesellschaftlichen Strukturen, die diese Ungleichheiten schaffen und aufrechterhalten, sowie die Verantwortung Europas im Umgang mit marginalisierten Gruppen wie den Roma.

## Rezeption
„Ein berührendes Porträt von Menschen, die jeder Widrigkeit trotzen und versuchen, sich ein Stück Normalität aufzubauen.“ Ysabel Fantou in Grenzgängerprogramm
„Während die Kamera den Protagonist*innen durch ihren Hamburger Alltag folgt, sehen wir aus nächster Nähe, was es bedeutet, ein Dasein am Abgrund zu fristen. Wenn die Männer und Frauen sich zu ihrem Schlaflager unter Brücken aufmachen oder auf der Straße angefeindet werden, schaudert es einen. Weniger wegen der erbärmlichen Umstände, sondern weil Menschen wegen der sozialen Ausgrenzung in Rumänien und des fragwürdigen Agierens der Hamburger Behörden zu so einem Leben geradezu genötigt werden.“ Der Vorwärts
"Sichtbarkeit für bedrängte Minderheiten wird immer wieder gefordert, doch sie kann auch ein Fluch sein. Das Bild der Roma in Deutschland ist vom Betteln bestimmt. Schon glaubt man alles zu wissen: jämmerliche Figuren am Straßenrand, kriminelle Banden, Elend zum Wegschauen. Man kann aber auch hinter dieses Bild blicken, wie es Andrei Schwartz in dem Dokumentarfilm „Europa Passage“ tut. Und sich danach vielleicht ein bisschen für seine Vorurteile schämen." Philipp Bühler in Filmdienst
„Indem der Film Licht in die Sache bringt, zeigt er einen großen Teil des Ausmaßes an Verelendung selbst innerhalb Europas, aber auch die teilweise unfassbare Erbärmlichkeit deutscher Behörden, die keine 80 Jahre nach dem von Deutschen verantworteten Massenmord an den Roma diese auch heute noch lieber erfrieren lassen, als ihnen auch nur Zugang zu städtischen Notunterkünften zu gewähren.“ Nicolai Hagedorn in Neues Deutschland
„Es ist eine ziemlich bittere Vorstellung, dass es sich tatsächlich »lohnt«, für »die paar Euro«, die an einem Tag vor einem Warenhaus oder Supermarkt zusammenkommen, Familie und Heimat zu verlassen. Und es sagt einiges aus über die sozialen Gefälle im Wirtschaftsraum Europäische Union. Man mag das banal finden und »Europa Passage« eine filmisch unspektakuläre Dokumentation, und doch gelingt ihr etwas ausgesprochen Wichtiges. Schwartz’ Blick auf die Leute aus Namaesti ist von Respekt geprägt und gibt den Armen eine Würde, die ihnen in der Situation, in die sich zu begeben sie gezwungen sind, oftmals abhandenkommt.“
Alexandra Seitz in epd-Film.
„Die Passage nach Europa ist den Protagonisten zwar physisch geglückt. Ein emotionales Ankommen, allerdings, lässt auf sich warten, ein emotionales Entgegenkommen im übrigen ebenso. (…) Was etwas irritiert, aber schließlich klar positiv auffällt, ist, dass sich hier Menschen nicht klein reden, nur weil das die Gesellschaft oder der Gesellschaften, in der sie leben, mit ihnen tun.“ Teresa Vena in Kino-Zeit

## Veröffentlichung und Auszeichnungen
Der Film feierte seine Weltpremiere am 15. September 2022 auf dem DOK.fest München seine Weltpremiere. Er wurde dort für den Goethe-Institut Dokumentarfilm-Preis nominiert. Er wird über Wüste Film vertrieben.